# GRAPES-3

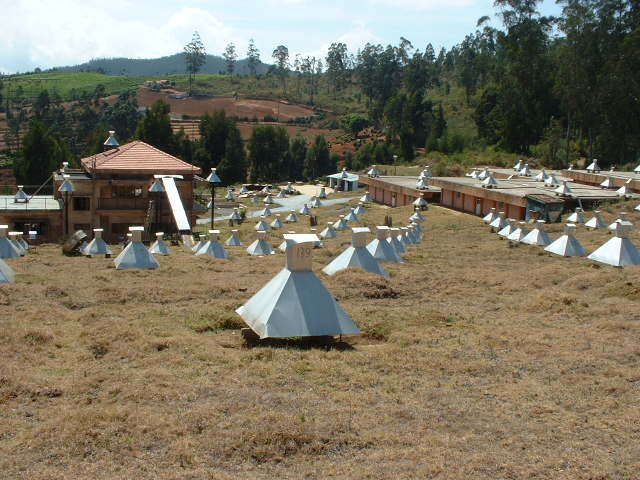
GRAPES-3空気シャワーアレー

GRAPES-3（Gamma Ray Astronomy PeV EnergieS 3rd establishment ：グレイプススリー）は、宇宙線研究のために、インド南部に建設された空気シャワー観測施設、および、その研究グループの名称。大面積のミュー粒子検出装置を持つのが特徴で、宇宙線の組成や高エネルギーガンマ線の研究のほか、ミュー粒子検出装置の特性を生かした宇宙線モジュレーションの研究も行われている。
GRAPES-3 は、日本とインドとの共同研究で、その施設は、インド南部（タミル・ナードゥ州）のウーティー(Ooty)に建設された。ここは、北緯11.4度、東経76.7度で、2200 m の標高に位置する。2000年に217台のシンチレーション検出器と総検出面積が 560 m2 のミュー粒子検出装置で空気シャワーの観測を開始した。シンチレーション検出器は空気シャワー中の荷電粒子を測定するもので、地表に 8 m 間隔で六角形に配置され、約10,000 m2の領域をカバーしている。
ミュー粒子検出装置は、109 eV 以上のエネルギーのミュー粒子を検出する。この装置は、比例計数管を4層に並べた構造になっており、ミュー粒子の軌跡を記録できる。
あるサイズの空気シャワーで比較した場合、空気シャワー中のミュー粒子数は、宇宙線の質量数に相関があり、質量数が大きくなるほど多くのミュー粒子が観測される。このことから、ミュー粒子数を測定することで、宇宙線の組成に対する研究が可能になる。また、ガンマ線から生じた空気シャワーはミュー粒子が少ないため、このような空気シャワーを選択することで、核子起源のものを程度取り除くのに有効である。この特徴から、高エネルギーガンマ線の観測では、特色ある研究が期待出来る。空気シャワーは、およそ1014 eV 以上のエネルギーの核子起源、およそ3×1013 eV 以上のガンマ線起源のものが観測可能である。
空気シャワーの観測とは独立に、単独で飛来するミュー粒子も測定されている。このようなミュー粒子は、3×1010 eV 以上の低いエネルギーの宇宙線から生成したものが大半である。このようなエネルギーの宇宙線は惑星間磁場の影響を受けているため、ミュー粒子の測定が惑星間磁場を解明する手がかりになると考えられる。このため、宇宙線モジュレーションの研究分野で注目されている。
実験装置の拡張計画も進行中である。
シンチレーション検出器は随時追加されており、721台まで増設する予定である。
ミュー粒子検出装置も増設が計画されており、総検出面積は 880 m2 に達することになる。
これにより、より高いエネルギーの宇宙線の観測が可能となる。